# Шербан I Кантакузин
Щербан I (на румънски: Șerban Cantacuzino) е владетел на Влашко между 1678 и 1688 г. Щербан произхожда от влиятелната фанариотска фамилия Кантакузино. Неговата втора съпруга Мария Руста-Валеану е от български произход.